# Peter Heimbürger
Hans Peter Erik Heimbürger, född 13 mars 1927 i Stockholm, död där 16 december 2012, var en svensk arkitekt och ämbetsman. 
Heimbürger, som var son till ekonomidirektör Hans Heimbürger och Greta Hedström, avlade studentexamen i Bromma 1945 och utexaminerades från Kungliga Tekniska högskolan 1951. Han blev arkitekt vid länsarkitektkontoret i Karlstad 1951, vid regionplanekontoret i Stockholm 1955, anställdes vid Nilsson-Sundberg-Wirén Arkitektkontor AB 1961, blev byråchef vid Statens planverks planbyrå 1970 samt chef för planavdelningen där och generaldirektörens ställföreträdare 1979.  Han var lärare i stadsbyggnad vid Kungliga Tekniska högskolan 1956–1964 och vice ordförande i Statens planverks råd för samhällsplanering från 1973.